# Kanton Petreto-Bicchisano
Der Kanton Petreto-Bicchisano war bis 2015 ein französischer Wahlkreis im Arrondissement Sartène, im Département Corse-du-Sud und in der Region Korsika. Sein Hauptort war Petreto-Bicchisano.
Der Kanton war 146,77 km² groß und hatte 1636 Einwohner (Stand: 1999).

## Gemeinden
| Gemeinde           | Einwohner | Code postal | Code Insee |
| ------------------ | --------- | ----------- | ---------- |
| Argiusta-Moriccio  | 77        | 20140       | 2A021      |
| Casalabriva        | 181       | 20140       | 2A071      |
| Moca-Croce         | 221       | 20140       | 2A160      |
| Olivese            | 282       | 20140       | 2A186      |
| Petreto-Bicchisano | 549       | 20140       | 2A211      |
| Sollacaro          | 326       | 20140       | 2A284      |